# Ayman al-Khulaif
Ayman Shafiq Al-Khulaif (arabisch أيمن شفيق الخليف; * 22. Mai 1997 in Hofuf) ist ein saudi-arabischer Fußballspieler.

## Karriere

### Verein
Aus der U23 des Hajer FC wechselte er im Dezember 2014 in die Jugend von al-Ahli. Zur Spielzeit 2015/16 wurde er dort ebenfalls in die U23 und zur Runde 2018/19 fest in die erste Mannschaft übernommen. Zur Saison 2019/20 wechselte er in den Kader von al-Wahda.

### Nationalmannschaft
Nach der U19 spielte er mit der U20 bei der Weltmeisterschaft 2017 in jeder Partie. Mit der U23 spielte er bei den Asienspielen 2018 sowie der Asienmeisterschaft 2020, bei welcher er zwei Spiele ohne Einsatz blieb, und das Team im Finale gegen Südkorea nach Verlängerung mit 0:1 unterlag.
Sein Debüt in der A-Nationalmannschaft hatte er am 16. November 2018 bei einem 1:0-Freundschaftsspielsieg über den Jemen. Hier wurde er in der 86. Minute für Salman al-Faraj eingewechselt.
Bei den Olympischen Spielen 2020 in Tokio spielte er gegen die Elfenbeinküste und Deutschland.